# 38980 Ґаояойє
38980 Ґаояойє (38980 Gaoyaojie) — астероїд головного поясу, відкритий 23 жовтня 2000 року.
Тіссеранів параметр щодо Юпітера — 3,486.